# Exhibit B: The Human Condition
Albums de Exodus
Let There Be Blood
(2008)
Exhibit B: The Human Condition est le neuvième album du groupe Exodus sorti en 2010. La pochette a été dessinée par Colin Marks.

## Titres
| No  | Titre                             | Auteur               | Durée |
| --- | --------------------------------- | -------------------- | ----- |
| 1.  | The Ballad of Leonard and Charles | Lee Altus, Rob Dukes | 7:14  |
| 2.  | Beyond the Pale                   | Gary Holt            | 7:40  |
| 3.  | Hammer and Life                   | Gary Holt            | 3:31  |
| 4.  | Class Dismissed (A Hate Primer)   | Gary Holt            | 7:15  |
| 5.  | Downfall                          | Gary Holt            | 6:22  |
| 6.  | March of the Sycophants           | Gary Holt            | 6:45  |
| 7.  | Nanking                           | Gary Holt            | 7:22  |
| 8.  | Burn, Hollywood, Burn             | Gary Holt            | 4:06  |
| 9.  | Democide                          | Lee Altus, Rob Dukes | 6:36  |
| 10. | The Sun Is My Destroyer           | Gary Holt            | 9:33  |
| 11. | A Perpetual State of Indifference | Gary Holt            | 2:25  |
| 12. | Good Riddance                     | Gary Holt            | 5:33  |
| 13. | Devil's Teeth (Chanson bonus)     | Gary Holt            | 4:15  |

## Composition du groupe
- Rob Dukes, chant
- Gary Holt, guitare
- Lee Altus, guitare
- Jack Gibson, basse
- Tom Hunting, batterie

Membres additionnels
- Raymond Anthony - clavier sur "The Ballad of Leonard and Charles", guitare supplémentaire
- Brendon Small - solo de guitare sur "Devil's Teeth"
- Peter Tägtgren - chœurs sur "The Sun Is My Destroyer"